# Atefah Rajabi Sahaaleh
Atefah Rajabi Sahaaleh (en persan : عاطفه رجبی سهاله, ʿĀtefah Rajabi Sahāleh) (1987-2004) est une jeune femme iranienne accusée d'« actes incompatibles avec la chasteté » et d'adultère, condamnée à mort et exécutée par pendaison le 15 août 2004, dans la ville de Neka, au bord de la mer Caspienne en Iran. 

## Biographie
Sa mère est morte dans un accident de la route lorsque Atefah avait 4 ou 5 ans et son père est devenu un drogué ;  Atefah a donc grandi avec ses grands-parents, qui ne lui ont montré aucune affection. À l'âge de treize ans, elle est condamnée pour « actes incompatibles avec la chasteté » après avoir été arrêtée lors d'une soirée mixte et pour avoir été retrouvée seule dans une voiture avec un garçon. La nature exacte du crime qui lui est reproché est inconnue, mais elle a effectué une courte peine de prison et a reçu 100 coups de fouet. 
Après sa sortie de prison, elle déclare à ses proches qu'elle a enduré des abus de la part des gardes de la prison. Elle fait ensuite la connaissance d'un homme de 51 ans, Ali Darabi, marié, père de famille et ancien gardien de la révolution, qui la violera à plusieurs reprises. 
Son arrestation a été provoquée par une pétition, la décrivant comme une « source d'immoralité » et l’accusant d’avoir une « influence malsaine sur les écolières du quartier ». Cette pétition n'est signée que par les gardes qui l'ont arrêtée. 
Lors de son procès, dont les retranscriptions ne sont pas disponibles, elle déclare avoir été violée par Ali Darabi. Cependant, le viol est très difficile à prouver selon la loi iranienne. Pendant le procès et par désespoir, Atefah a retiré son hijab ; ce qui sera reconnu comme une « circonstance aggravante » pour le juge. Atefah a été condamnée à mort par le juge qui a considéré qu'elle avait 22 ans, alors que, née en 1988, elle n'en avait que 16. Son père a déclaré que personne n'avait cherché à connaitre son âge, et qu'aucun avocat ne lui avait été assigné. Amnesty International rapporte qu'il est possible qu'elle ait souffert des problèmes mentaux au cours des crimes qui lui ont été reprochés et pendant son procès. 
Le coaccusé d'Atefah Rajabi (dont l'identité est inconnue) a été condamné à une centaine de coups de fouet pour adultère. 
La condamnation d'Atefah Rajabi à la peine capitale a ensuite été confirmée par la Cour suprême sur la demande du juge Haji Rezai. Elle a été exécutée par pendaison en public ; et le juge même qui l'a condamnée a lui-même passé la corde à son cou. 
Elle a été enterrée le jour même, et au cours de la nuit suivante, son corps a été retiré de l'endroit où elle reposait par des inconnus. La famille Rajabi a porté plainte et a demandé la tenue d'une enquête.
Amnesty International et d’autres organisations internationales ont déclaré que son exécution était une violation des droits de l'homme.

## Documentaire de la BBC sur l'exécution d'Atefah Rajabi Sahaleh
Le cas de Atefeh Sahaaleh est le sujet d'un documentaire de 54 min intitulé Execution of a Teenage Girl, réalisé par Monica Garnsey et Arash Sahami, produit par Wild Pictures pour le compte de la BBC. 
Il a également fait l'objet d'un programme intitulé Discovery Times « Execution in Iran ».